# Mykola Slotschewskyj

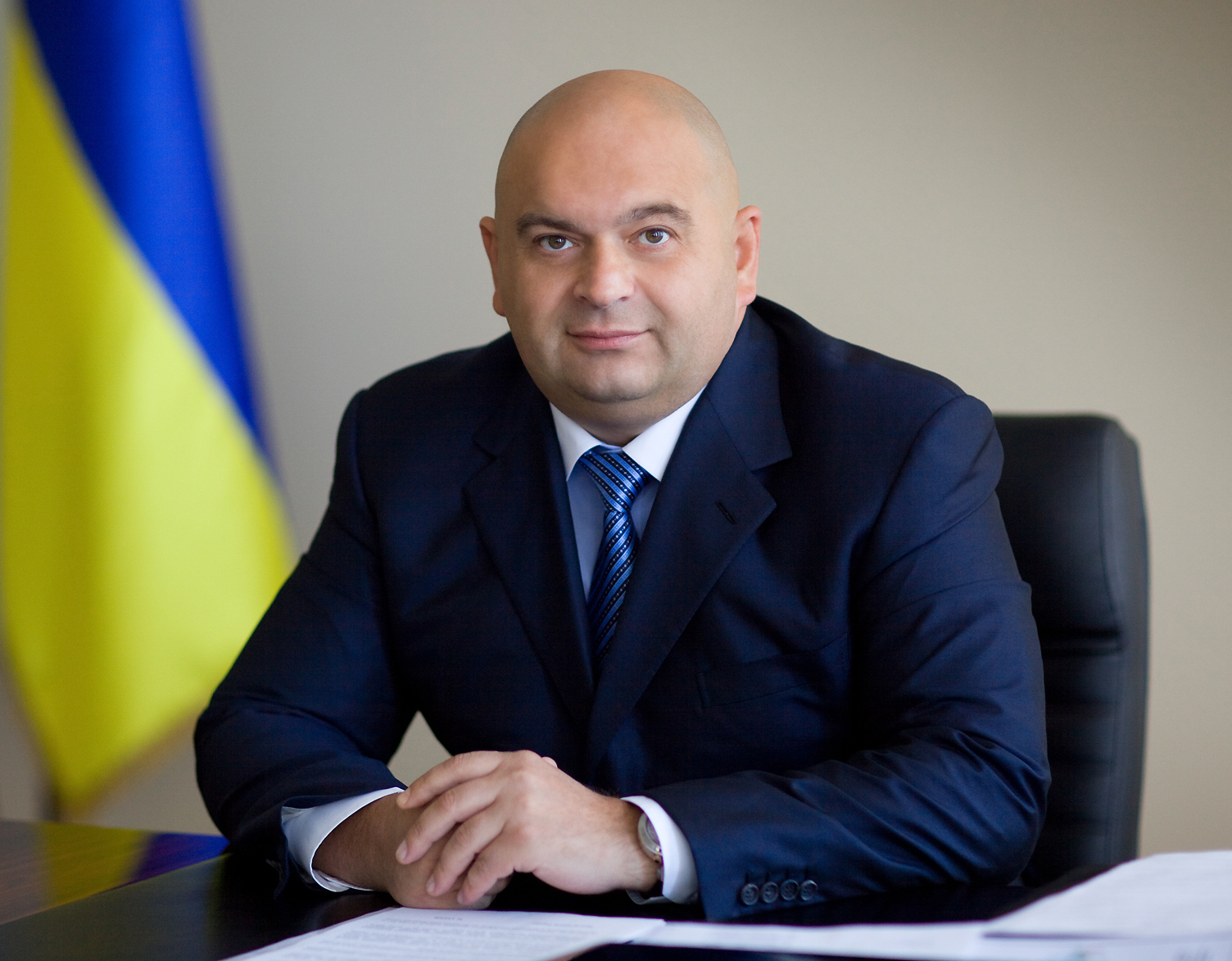
Mykola Slotschewskyj 2014

Mykola Wladyslawowytsch Slotschewskyj (ukrainisch Микола Владиславович Злочевський; * 14. Juni 1966 in Kiew) ist ein ukrainischer Geschäftsmann und ehemaliger Politiker. Er war Parlamentsabgeordneter in der Werchowna Rada für die Partei der Regionen. Er leitete unter Präsident Wiktor Janukowytsch ab Juli 2010 das Ministerium für Umweltschutz und ab Dezember 2010 das Ministerium für Ökologie und natürliche Ressourcen – Schlüsselpositionen mit Einfluss auf die Öl- und Gasindustrie in der Ukraine. Slotschewskyj galt als ein Geschäftsmann, der sein Amt als Minister für private Interessen nutzte.

## Burisma Holdings
Im November 2010 erklärte Slotschewskyj, das Ministerium für Umwelt und Bodenschätze der Ukraine plane die Gewinnung des weltweit größten Schiefergasvorkommens. Er besuchte mit dem Vorsitzenden des „Nadra of Ukraine“ (NAK), Eduard Stawyzkyj, gemeinsam die Konferenz und Ausstellung „World Shale Gas – 2010“ in Dallas-Fort Worth in Texas in den USA. Schiefergas wird durch „Fracking“ (hydraulische Rissbildung) gewonnen; der Besuch zielte darauf ab, neue technologische Prozesse, mögliche Probleme und Risiken bei der Nutzung von Schiefergasvorkommen kennenzulernen und potentielle Partnerschaft zur Förderung zu sondieren.
Slotschewskyj wurde im April 2012 aus seinem Ministeramt entlassen und zum stellvertretenden Sekretär des Nationalen Sicherheits- und Verteidigungsrats der Ukraine berufen. In diesem Amt blieb er, bis die Janukowytsch-Regierung Ende Februar 2014 nach den Euromaidan-Protesten abgesetzt wurde. Sein Nachfolger im Ministerium für Ökologie und natürliche Ressourcen in der Regierung von Mykola Asarow wurde am 20. April 2012 Eduard Stawyzkyj.
Slotschewskyj war von Juli 2010 bis April 2012 der zuständige Minister für die Erteilung von Gas-Konzessionen. Während seiner Amtszeit als Minister erhielt der Konzern Burisma Holdings eine große Anzahl Explorationslizenzen für Öl und Gas und verstärkte seine Produktion deutlich. Die Generalstaatsanwaltschaft nahm in vier Fällen Ermittlungen gegen ihn und seine Firmen (darunter Burisma) auf, da Slotschewskyj verdächtigt wurde, seine Verbindungen zum Staat unrechtmäßig ausgenutzt zu haben.
In London wurden am 14. April 2014 23 Millionen US-Dollar auf Konten Slotschewskyjs wegen des Verdachts auf kriminelles Verhalten in der Ukraine eingefroren. Parallel dazu erklärte am 13. Mai 2014 Burisma öffentlich, dass Hunter Biden, der Sohn des damaligen US-Vizepräsidenten Joe Biden, in den Vorstand berufen werde. Im Januar 2015 wurden die Korruptionsermittlungen gegen Slotschewski in London eingestellt und Burismas eingefrorene 23 Millionen US-Dollar wieder freigegeben. Der damalige US-Botschafter in Kiew warf der Ukraine vor, entscheidende Dokumente zurückgehalten zu haben, weswegen die Ermittlungen gegen Slotschewski eingestellt worden seien. Slotschewskyj habe dann zum Aufbau seiner Firma die 23 Millionen US-Dollar ukrainische Steuereinnahmen nach Zypern geschleust.
Burisma Holdings wurde auf Zypern als Firma eingetragen. Slotschewskyj konnte deshalb für sich und seine Töchter Anna und Karina im Dezember 2017 die zyprische Staatsbürgerschaft/Europäischen Union (EU) als „Investor“ kaufen. Laut dem Rechercheteam des Fernsehsenders Al Jazeera verkaufte Zypern Slotschewskyj den „Goldenen Pass“, der rechtliche, Bank- und Reiseprivilegien bietet, zwischen 2017 und 2019. Auch Kriminelle, die in Zypern mehr als zwei Millionen Euro in Immobilien investierten, konnten den „Goldenen Pass“ beantragen. (Zypern schaffte das „Passport for Sale“-Programm im Oktober 2020 ab.)